# Никола Вапцаров
Никола Йонков Вапцаров, (болг. Никола Йонков Вапцаров; 7 грудня 1909 – 23 липня 1942) —  болгарський поет. Адепт комуністичних ідей у міжвоєнній Болгарії, зокрема й лівої концепції «македонізму». З 1940-их років - сталініст, організатор лівих диверсійних загонів під час Другої світової війни. Засуджений до смертної кари за підготовку терористичних актів.

## Біографія
Народився в родині болгарського націонал-революціонера Івана (Йонко) Вапцарова. 1926 вступив до морського технічного училища у Варні, яке закінчив 1932. Спершу пройшов практику на судні «Дражки». Потім служив на судні «Бургас», разом з яким 1935 відвідав Стамбул, Александрію, Бейрут, Порт-Саїд, Фамагусту та Хайфу. Після повернення з флоту почав працювати на фабриці, організував аматорський театр і вступив до Болгарської комуністичної партії.

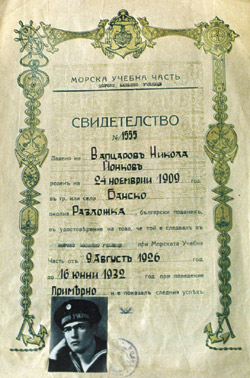
Свідоцтво про закінчення Морського технічного училища у Варні

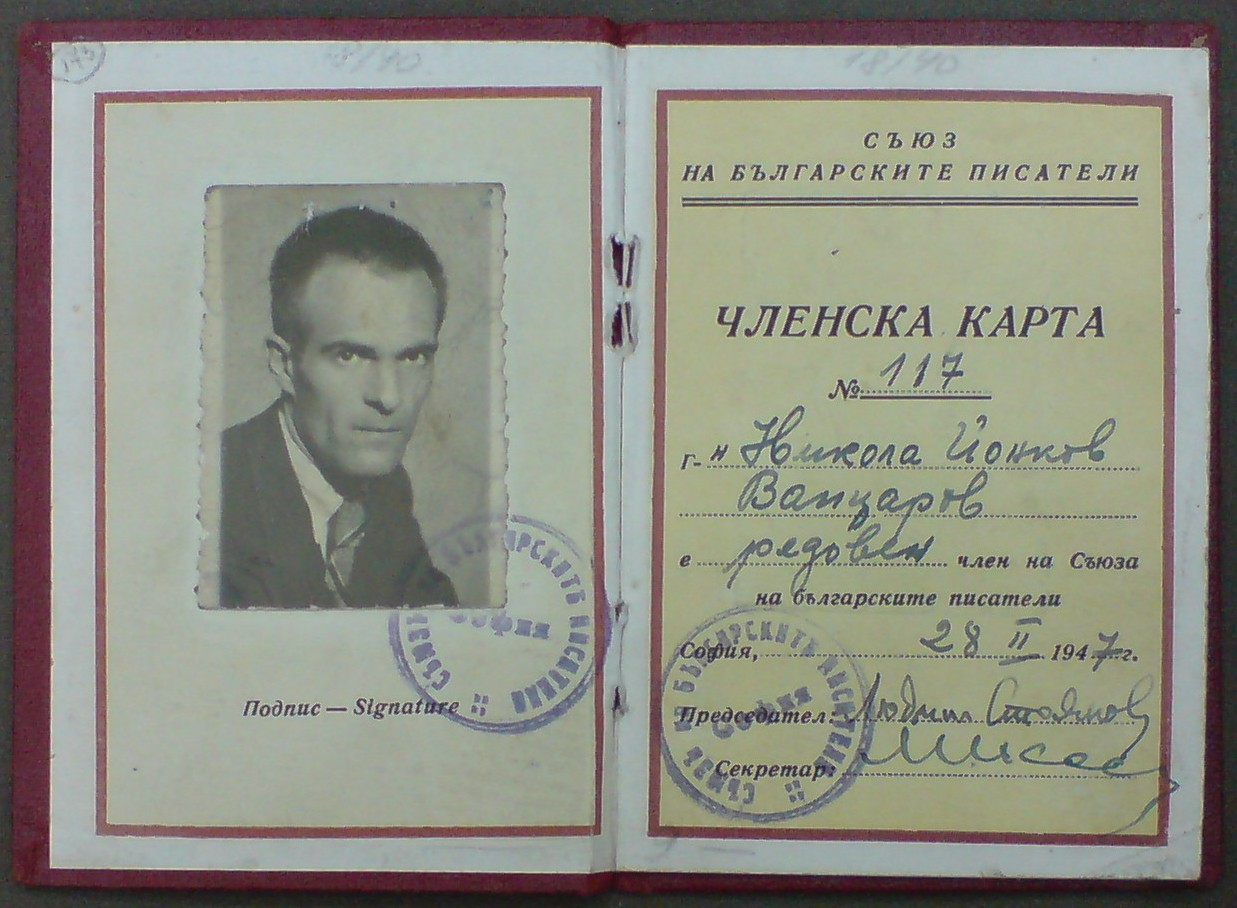
Членська картка Спілки болгарських письменників, видана Вапцарову

У 1936 році внаслідок аварії на виробництві був звільнений і переїхав до Софії. Працював техніком на різних заводах, кочегаром на залізниці, у цей час почав писати вірші. Став одним із організаторів і найактивнішим учасником «Гуртка македонських поетів» (1938). Брав участь у організації провокативної збору підписів за укладання совєцько-болгарського договору про дружбу і взаємодопомогу. Заарештований та інтернований до міста Годеч.
Після союзу нацистської Німеччини та СРСР продовжував пропаганду сталінізму в Болгарії. І тільки після початку радянсько-німецької війни пішов у підпілля, де займався підготовкою диверсантів та терористичних актів. Усе це супроводжував своєрідними поетичними вправами, які згодом комуністична пропаганда нарече антифашистськими творами. 
Заарештовано 4 березня 1942 року. За наказом болгарської влади, після ґрунтовного допиту, 23 липня 1942 року ліквідували. З ним же було ліквідовано і його диверсійну сталіністську групу у складі 12 осіб. 
Єдина поетична збірка Вапцарова - «Пісні мотора» - видана в 1940 року накладом 1500 примірників. Збірку перекладено 30 мовами світу. Загалом поезії Вапцарова перекладалися 98 мовами світу, але більшість із цих перекладів стимулювалася державними субсидіями післявоєнної комуністичної Болгарії.

## Видання
- «Никола Вапцаров. Съчинения». Изд. «Съюз на българските писатели». София, 1982

## Вшанування
На острові Лівінгстона в Антарктиді є пік Вапцарова, названий на честь болгарського поета.
В 1949 році Болгарській морській академії було присвоєно ім'я Вапцарова.
В 1952 році Нікола Вапцаров посмертно отримав нагороду Міжнародної Спілки Миру.
Український поет Платон Воронько присвятив Вапцарову поему «Поєдинок».

## Українські переклади
Поезії Вапцарова українською перекладали Павло Тичина, Платон Воронько, Дмитро Павличко.
Див.: Нікола Вапцаров, Пісні про людину. Львів, 1961.